# خوسيه نونيز
خوسيه نونيز (بالإسبانية: José Núñez)‏ (و. – 1880 م) هو سياسي، وبروفيسور (أستاذ جامعي) من نيكاراغوا .
وهو عضو في حزب محافظي نيكاراغوا .